# اس‌اس بجر
اس‌اس بجر (به انگلیسی: SS Badger) یک کشتی ایالات متحده به طول آن ۴۱۰ فوت ۶ اینچ (۱۲۵٫۱۲ متر) می‌باشد. این کشتی در سال ۱۹۵۲ ساخته شد. اس اس بجر از سال ۱۹۵۳ مشغول فعالیت در دریاچه میشیگان می‌باشد. هم‌اکنون این کشتی جاده ۱۰ ایالات متحده آمریکا را که با دریاچه میشیگان قطع شده از لودینگتون، میشیگان به مینتواک، ویسکانسین به ‌هم وصل می‌کند. این کشتی آخرین کشتی ذغال سوز است که هنوز در دریاچه‌های بزرگ فعالیت می‌کند.